# Industry Giant II

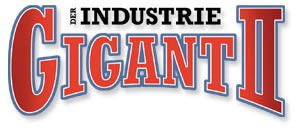
Logo de Industry Giant II.

Industry Giant II é um jogo de computador lançado em 2002 para Windows pela JoWooD Entertainment.
É uma sequência do jogo Industry Giant.
Nesta versão o jogo possui mais de 150 produtos e matérias-primas, 11 setores industriais, mais de cinquenta diferentes meios de transporte, além da flutuação do mercado financeiro.
A trilha sonora do jogo foi feito pelo músico Harald Riegler.